# Споменик палим борцима у НОБ 1941-1945. Прокупље
Споменик палим борцима  у НОБ 1941-1945. Прокупље, подигнут је у славу настрадалих у народноослободилачком рату и налази се у центру града испред зграде Општине Прокупље.
Априлски рат довео је окупаторске снаге и у Прокупље које 10. априла 1941. године заузима 11. немачка оклопна дивизија. Становништво се одмах нашло на удару па је један део одвођен у логоре а други интерниран у Немачку.
Првих дана окупације формира се Топлички партизански одред, на челу са Ратком Павловићем Ћићком, који већ у октобру привремено ослобађа град. Стање се погоршало доласком бугарске војске почетком 1942. године, и за становништво и за партизански покрет. Након продора совјетских снага кренуло се са интензивнијим борбама тако да су 3. септембра 1944. године јединице 3. српске ударне бригаде и 2. пролетерске ударне дивизије НОВЈ ушли у Прокупље, чиме је град коначно ослобођен.
Читав простор Топлице претрпео је велика страдања током Другог светског рата. Живот је за слободу положило око 30 000 становника а почасно звање народних хероја стекло је 20 бораца. 
У славу настрадалих, 29. новембра 1953. године у центру Прокупља подигнута је скулптурална композиција висока два метра, израђена по идеји вајара С. Бибића. Чине је бетонски постамент са меморијални текстом и бронзана фигура борца бомбаша како носи рањеника.
Полагањем цвећа на ово спомен - обележје, у Прокупљу се обележава 9. октобар, дан када је град ослобођен у Другом светском рату и одаје почаст херојима који су се храбро борили за одбрану своје земље и њену слободу.